# Theo Waigel
Theodor Waigel detto Theo (Ursberg, 22 aprile 1939) è un politico tedesco.

## Biografia
Membro dell'Unione Cristiano-Sociale in Baviera (CSU), è stato Ministro delle finanze nei governi Kohl III, IV e V, dal 1989 al 1998. Presidente del suo partito dal 1988 al 1999, è noto per essere il "padre dell'euro", divisa della quale propose il nome nel 1995 e alla cui introduzione contribuì in modo decisivo. Dal 2009 è presidente onorario della CSU.
Avvocato, ha conseguito il dottorato nel 1967 e nel 1994 ha sposato l'ex campionessa di sci alpino Irene Epple; è stato inoltre membro del Parlamento federale tedesco.